# Solalinden

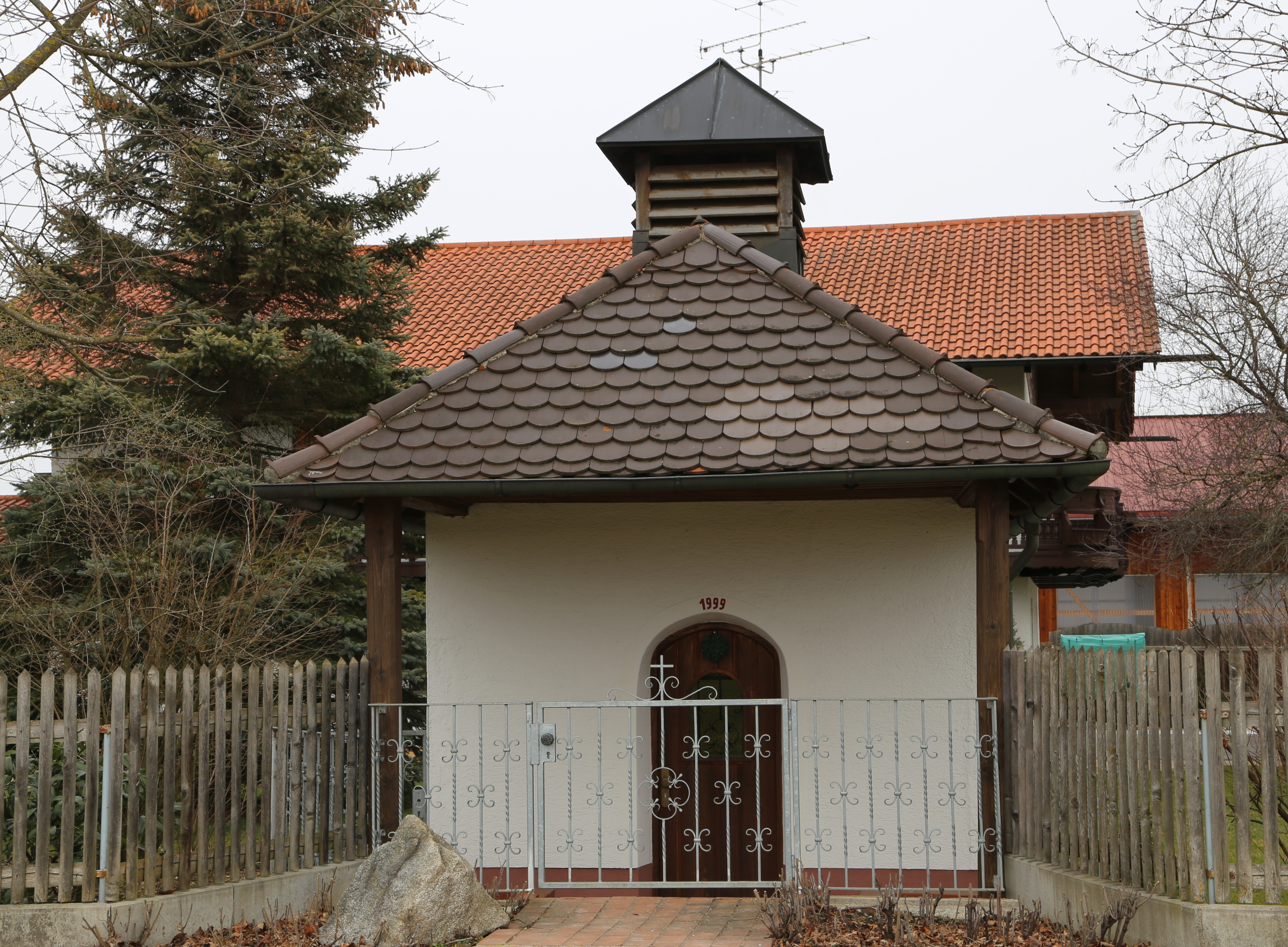
Kapelle in Solalinden

Solalinden ist ein Ortsteil der Gemeinde Putzbrunn im oberbayerischen Landkreis München.

## Geographie
Das Dorf Ort grenzt an den Stadtbezirk 15 (Trudering-Riem, Ortsteil Waldtrudering) der Landeshauptstadt München an, von dem er durch einen Waldstreifen, das Keferloher Holz und das Solalinder Holz, getrennt wird. Südöstlich von Solalinden liegt an der Straße nach Putzbrunn die Kolonie Solalinden. Weitere Straßenverbindungen bestehen zum Putzbrunner Ortsteil Oedenstockach und (nur Rad- und Fußweg) zum Ortsteil Keferloh der Gemeinde Grasbrunn.
Der Biergarten („Zur Einkehr“) ist geschlossen (Stand: September 2024).

## Baudenkmäler
Am Kirchtruderinger Weg 4 steht eine Wegkapelle, ein kleiner Putzbau wohl aus dem 18. Jahrhundert.